# Hosszú nyakizom

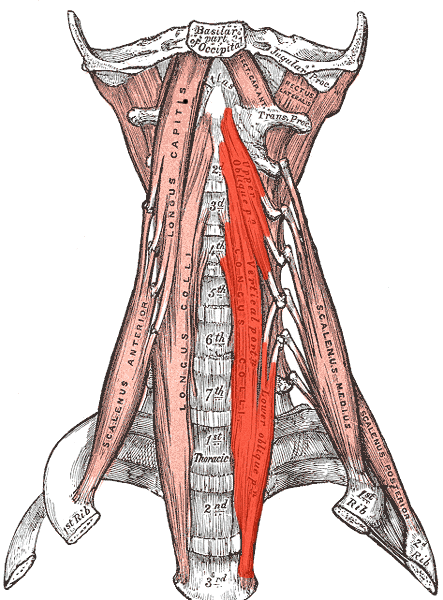
A nyak izmai (a vörös jelöli a longus collit)

A musculus longus colli egy izom az ember nyakában.

## Eredés, tapadás, elhelyezkedés
Ez az izom három részből áll:
- A felső rész a tuberculum anterior vertebrae cervicalis ered mely a III., IV. és az V. nyakcsigolya része. Az arcus anterior atlantison tapad.
- Az alsó rész az első kettő vagy három hátcsigolyáról ered és a V. és a VI. nyakcsigolya processus transversus vertebrae-nek a tuberculum anterior vertebrae cervicalisén tapad.
- A függőleges rész a felső három és az alsó három hátcsigolyáról ered. A II., III. és a IV. nyakcsigolyán tapad.

## Funkció
Hajlítja a nyakat és a fejet.

## Beidegzés, vérellátás
A ramus anterior nervi spinalis idegzi be. Az aorta muscularis ága látja el vérrel.